# Беспроводная локальная сеть
Беспроводная локальная сеть (англ. wireless local area network; wireless LAN; WLAN) — локальная сеть, построенная на основе беспроводных технологий.
При таком способе построения сетей передача данных осуществляется через радиоэфир; объединение устройств в сеть происходит без использования кабельных соединений.
Наиболее распространённым на сегодняшний день способом построения является Wi-Fi.

## Wi-Fi и WiMAX
Сопоставления WiMAX и Wi-Fi далеко не редкость — термины созвучны, название стандартов, на которых основаны эти технологии, похожи (стандарты разработаны IEEE, оба начинаются с «802.»), а также обе технологии используют беспроводное соединение и используются для подключения к интернету (каналу обмена данными). Но, несмотря на это, эти технологии направлены на решение совершенно различных задач.
| Технология        | Стандарт  | Использование     | Пропускная способность                                      | Радиус действия                                            | Частоты                                                          |
| ----------------- | --------- | ----------------- | ----------------------------------------------------------- | ---------------------------------------------------------- | ---------------------------------------------------------------- |
| Wi-Fi             | 802.11a   | WLAN              | до 54 Мбит/с                                                | до 100 метров                                              | 5,0 ГГц                                                          |
| Wi-Fi             | 802.11b   | WLAN              | до 11 Мбит/с                                                | до 100 метров                                              | 2,4 ГГц                                                          |
| Wi-Fi             | 802.11g   | WLAN              | до 54 Мбит/с                                                | до 100 метров                                              | 2,4 ГГц                                                          |
| Wi-Fi             | 802.11n   | WLAN              | до 300 Мбит/с (в перспективе до 450, а затем до 600 Мбит/с) | до 100 метров                                              | 2,4 или 5,0 ГГц                                                  |
| Wi-Fi             | 802.11ac  | WLAN              | до 3,39 Гбит/с / клиент; 6,77 Гбит/с / AP                   | до 100 метров                                              | 5,0 ГГц                                                          |
| WiMax             | 802.16d   | WMAN              | до 75 Мбит/с                                                | 6-10 км                                                    | 1,5—11 ГГц                                                       |
| WiMax             | 802.16e   | Mobile WMAN       | до 40 Мбит/с                                                | 1—5 км                                                     | 2,3—13,6 ГГц                                                     |
| WiMax             | 802.16m   | WMAN, Mobile WMAN | до 1 Гбит/с (WMAN), до 100 Мбит/с (Mobile WMAN)             | н/д (стандарт в разработке)                                | н/д (стандарт в разработке)                                      |
| Bluetooth v. 1.1  | 802.15.1  | WPAN              | до 0,7 Мбит/с                                               | до 10 метров                                               | 2,4 ГГц                                                          |
| Bluetooth v. 2.0  | 802.15.3  | WPAN              | до 3 Мбит/с                                                 | до 100 метров                                              | 2,4 ГГц                                                          |
| Bluetooth v. 3.0  | 802.11    | WPAN              | от 3 Мбит/с до 24 Мбит/с                                    | до 100 метров                                              | 2,4 ГГц                                                          |
| UWB               | 802.15.3a | WPAN              | 110—480 Мбит/с                                              | до 10 метров                                               | 3,1—10,6 ГГц                                                     |
| ZigBee            | 802.15.4  | WPAN              | от 20 до 250 Кбит/с                                         | 1—100 м                                                    | 2,4 ГГц (16 каналов), 915 МГц (10 каналов), 868 МГц (один канал) |
| Инфракрасный порт | IrDa      | WPAN              | до 16 Мбит/с                                                | от 5 до 50 сантиметров, односторонняя связь — до 10 метров |                                                                  |

- WiMAX — это система дальнего действия, покрывающая километры пространства, которая обычно использует лицензированные спектры частот (хотя возможно и использование нелицензированных частот) для предоставления соединения с интернетом типа точка-точка провайдером конечному пользователю. Разные стандарты семейства 802.16 обеспечивают разные виды доступа, от мобильного (схож с передачей данных с мобильных телефонов) до фиксированного (альтернатива проводному доступу, при котором беспроводное оборудование пользователя привязано к местоположению).
- Wi-Fi — это система более короткого действия, обычно покрывающая десятки метров, которая использует нелицензированные диапазоны частот для обеспечения доступа к сети. Обычно Wi-Fi используется пользователями для доступа к своей собственной локальной сети, которая может быть и не подключена к Интернету. Если WiMAX можно сравнить с мобильной связью, то Wi-Fi скорее похож на стационарный беспроводной телефон.
- WiMAX и Wi-Fi имеют совершенно разный механизм Quality of Service (QoS). WiMAX использует механизм, основанный на установлении соединения между базовой станцией и устройством пользователя. Каждое соединение основано на специальном алгоритме планирования, который может гарантировать параметр QoS для каждого соединения. Wi-Fi, в свою очередь, использует механизм QoS, подобный тому, что используется в Ethernet, при котором пакеты получают различный приоритет. Такой подход не гарантирует одинакового QoS для каждого соединения.

Из-за дешевизны и простоты установки Wi-Fi часто используется для предоставления клиентам быстрого доступа в Интернет различными организациями. Например, в некоторых кафе, отелях, вокзалах и аэропортах можно обнаружить бесплатную точку доступа Wi-Fi.

## Предназначение беспроводных локальных сетей WI-FI
Ввиду своей высокой распространенности сети WI-FI находят множество применений. Можно выделить сразу несколько сфер использования данной сети:
- Создание беспроводных локальных сетей — они помогают более гибко проводить рабочие процессы в различных компаниях. Такие сети позволяют сотрудникам с легкостью обмениваться информацией и документами с различных устройств.
- Расширение возможностей сетей — беспроводная сеть позволяет получить доступ в интернет из любой точки мира, и он будет работать стабильно и с высокой скоростью.
- Универсальный доступ — в зоне покрытия сети очень легко войти в интернет с любого устройства. Ввиду своей стоимости беспроводные локальные сети WI-FI находятся практически всюду: дома, на работе, в различных кафе/ресторанах. В различных общественных местах и даже в метро они позволяют легко попасть в сеть и получить доступ к нужным ресурсам, пообщаться с другими людьми или же узнать последние новости. Также огромное количество людей имеет возможность работать удаленно. Также стоит обратить внимание на то, что подобный способ является самым современным и значительно экономит время и деньги, ведь обычный проводной интернет пришлось бы подключать к каждому устройству, что невозможно на многих портативных устройствах.